# Helga Gesche
Helga Gesche (* 8. Juli 1942 in Dessau) ist eine deutsche Althistorikerin.

## Leben
Helga Gesche, Tochter von Gertrud Gesche, geborene Zschommler, und ihrem Mann Werner Gesche, einem Diplomingenieur, wurde 1967 an der Universität Frankfurt bei Konrad Kraft mit der Arbeit Die Vergottung Caesars zum Dr. phil. promoviert. Von 1967 bis 1969 nahm sie an den Grabungskampagnen in Alt-Paphos/Cypern teil. 1972 erfolgte in Frankfurt am Main die Habilitation für Alte Geschichte. Gesche wurde noch im selben Jahr in Frankfurt zur Professorin ernannt. Seit 1971 war sie zudem Mitglied der Kommission für Alte Geschichte und Epigraphik, und 1978 wurde sie als Nachfolgerin von Hans Georg Gundel auf den althistorischen Lehrstuhl an die Universität Gießen berufen. Zudem war sie ab 1973 korrespondierendes sowie ab 1979 ordentliches Mitglied des Deutschen Archäologischen Instituts. Sie lebte damals in Bad Homburg. 2003 ließ sich Gesche ohne Vergütung beurlauben; 2005 folgte auf ihren Antrag hin die Versetzung in den vorgezogenen Ruhestand. Nachfolger in Gießen wurde Hans-Ulrich Wiemer.
Gesche forschte insbesondere zur Person und Politik Gaius Iulius Caesars. Daneben beschäftigte sie sich unter anderem mit numismatischen Themen.

## Schriften (Auswahl)
- als Hrsg.: Frankfurter Althistorische Studien. 1970 ff.
- als Hrsg.: Literaturüberblicke der griechischen Numismatik. 1971 ff.
- Die Vergottung Caesars (= Frankfurter althistorische Studien. Band 1). Lassleben, Kallmünz 1968 (zugleich: Dissertation, Universität Frankfurt am Main 1967).
- als Hrsg.: Konrad Kraft: Der „rationale“ Alexander. Bearbeitet und aus dem Nachlass herausgegeben (= Frankfurter althistorische Studien. Band 5). Lassleben, Kallmünz 1971, ISBN 3-7847-7105-X.
- Caesar (= Erträge der Forschung. Band 51). Wissenschaftliche Buchgesellschaft, Darmstadt 1976, ISBN 3-534-05333-8; 4. Auflage ebenda 1988.
- Rom. Welteroberer und Weltorganisator (= Beck’sche Sonderausgaben). C. H. Beck, München 1981, ISBN 3-406-08257-2.